# 딥쿨
딥쿨 (DeepCool, 중국어: 九州风神)은 중국 베이징에 본사를 둔 컴퓨터 하드웨어 제조업체이다. 1996년에 설립된 이 회사는 컴퓨터 쿨러, 컴퓨터 케이스, 전원 공급 장치, 주변 컴퓨터 주변기기 및 액세서리 등 다양한 제품을 생산하고 있다. 선전에 제조 시설이 위치해 있고, 미국, 유럽 및 기타 아시아 국가에 지사를 두고 있다. 회사 이름은 IBM 슈퍼컴퓨터 딥 블루에서 영감을 얻었다.

## 역사
딥쿨은 1996년 중국 베이징에서 설립되었다. 2000년 1월 부품 생산, 테스트 및 조립을 위한 첫 번째 제조 시설을 열었다.
2020년 1월 11일, 딥쿨은 새로운 브랜드 아이덴티티를 발표했다.

## 제품 목록

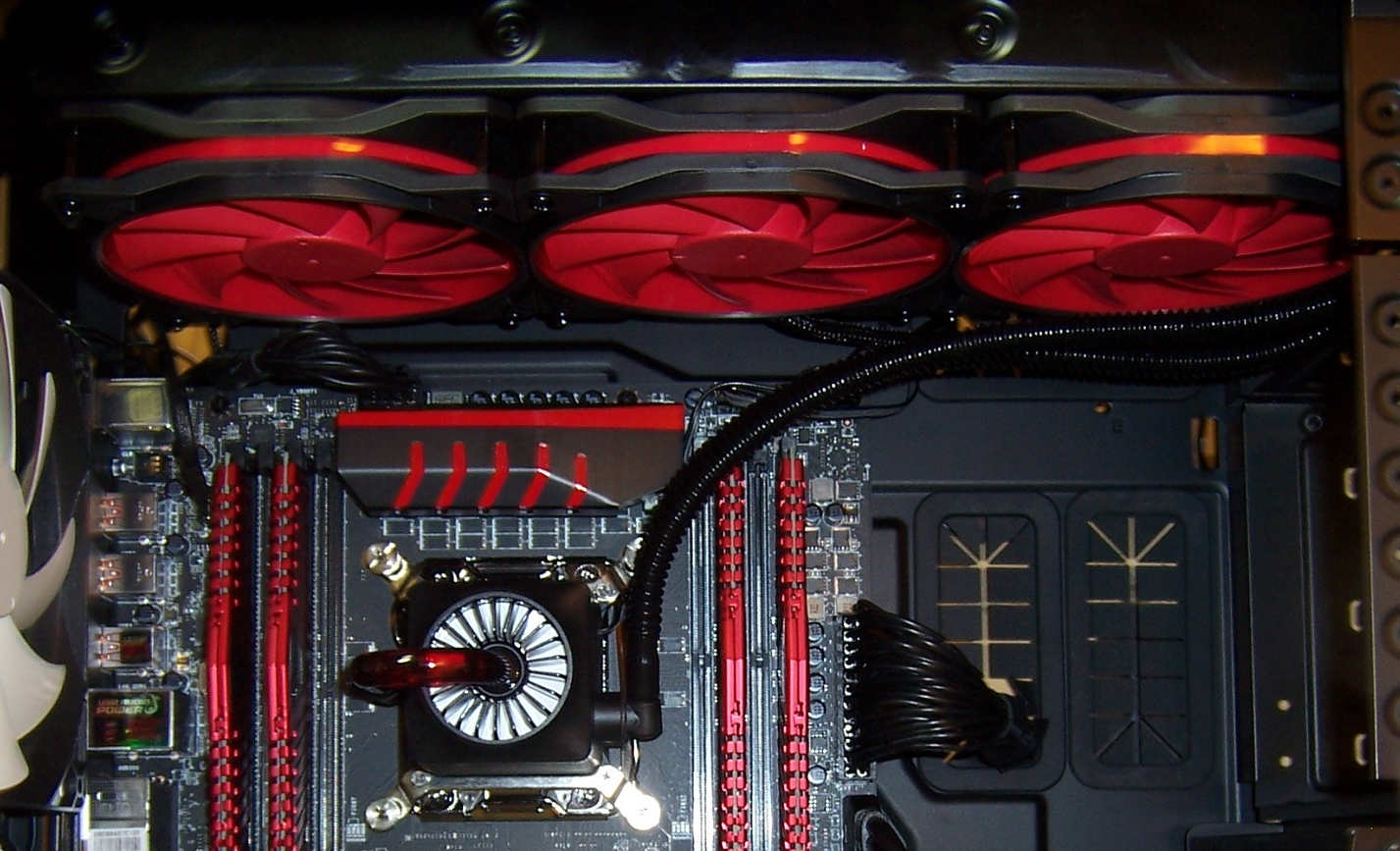
케이스에 장착되는 딥쿨 Captain 360 올인원 냉각유닛

- CPU 쿨러
- 컴퓨터 케이스
- 컴퓨터 팬
- 파워서플라이
- 키보드
- 마우스
- 기타 컴퓨터 관련 액세서리

## 같이 보기
- 아틱
- 쿨러마스터
- 피씨쿨러
- 서멀테이크
- 서멀라이트
- 잘만